# الرقابة على الإنترنت في هونغ كونغ

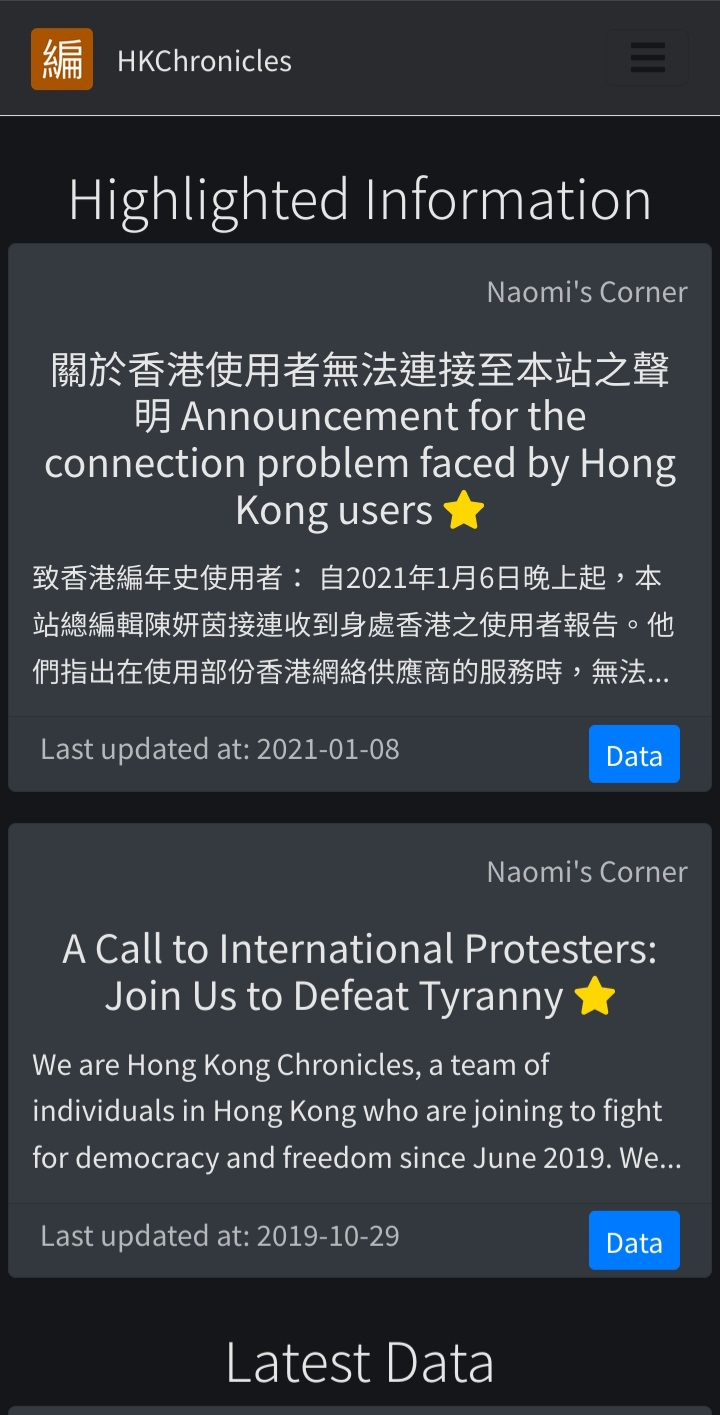
لقطة شاشة لموقع HKChronicles: مثال على الرقابة الإلكترونية في هونغ كونغ

عمومًا، مقارنة ببقية الصين، تخضع شبكة الإنترنت لرقابة منخفضة نسبيًا في هونغ كونغ علاوة على القوانين التي تجرم نشر المواد غير المرخصة المحمية بحقوق الملكية الفكرية والمحتوى الإباحي، ولا سيما استغلال الأطفال في تلك المحتويات. توضح وثيقة حقوق هونغ كونغ هذه الحقوق وغيرها التي يتمتع بها شعب هونغ كونغ. على الرغم من أن قانون هونغ كونغ ينص على منح حرية التعبير والصحافة، وحرية التعبير محمية بموجب وثيقة حقوق هونغ كونغ، يمنح قانون الأمن القومي في هونغ كونغ الحكومة صلاحيات «إزالة أي رسائل إلكترونية منشورة» تعتبرها خطرًا على الأمن القومي (أنظر قانون الأمن القومي في هونغ كونغ). عقب بدء تطبيق القانون، حظرت الحكومة العديد من المواقع المناهضة للحكومة أو استقاء المعلومات الشخصية أو الحساسة سياسيًا، ما أدى إلى زيادة المخاوف من الرقابة على الإنترنت في هونغ كونغ.
لا يتطلب تشغيل مواقع الويب ترخيصًا حكوميًا. يوجد بعض الرقابة على الإنترنت. يزعم النشطاء الديمقراطيون أن صلاحيات الحكومة المركزية تشمل مراقبة رسائل البريد الإلكتروني واستخدام الإنترنت عن كثب.

## التاريخ والقانون
هونغ كونغ منطقة إدارية خاصة تابعة لجمهورية الصين الشعبية. ينص الإعلان الصيني البريطاني المشترك لعام 1984 بشأن مسألة هونغ كونغ وميثاق المنطقة الإدارية الخاصة، وهما القانون الأساسي للمنطقة الإدارية الخاصة، على أن تتمتع هونغ كونغ بدرجة عالية من الاستقلال الذاتي باستثناء حالات الدفاع والشؤون الخارجية. يوجز الفصل الثالث من القانون الأساسي «حقوق السكان وواجباتهم الأساسية» بما في ذلك حرية التعبير وتكوين الجمعيات والحق في الخصوصية. توضح وثيقة حقوق هونغ كونغ هذه الحقوق وغيرها من الحقوق التي يتمتع بها شعب هونغ كونغ.
في 30 يونيو 2020، أصدرت حكومة هونغ كونغ قانون الأمن القومي لهونغ كونغ. بموجب المادة 43، أُذن لوحدة إنفاذ القانون المحلية بفرض رقابة على أي موارد عند معالجة القضايا المتعلقة بالجرائم التي تعرض الأمن القومي للخطر.

### قوانين الجرائم الحاسوبية
تنص «المادة 161: الوصول إلى الحاسوب بقصد إجرامي أو مخادع» من قانون الجرائم (الفصل 200) الذي سُن في عام 1993 قبل انتشار استخدام الإنترنت ونمو التجارة الإلكترونية عمومًا، على أن الوصول إلى الحاسوب يُعتبر جريمة في الحالات الآتية:
- بقصد ارتكاب جريمة؛
- بقصد الخداع؛
- بقصد تحقيق مكاسب ذاتية أو للآخرين؛
- بقصد التسبب في خسارة شخص آخر.

حُددت العقوبة القصوى للإدانة بتهمة أي من هذه الجرائم بخمس سنوات.
تنص المادة 27 أ من قانون الاتصالات السلكية واللاسلكية (الفصل 106) الصادر في عام 2000 على أنه «في حال تعمّد شخص التسبب، عن طريق الاتصالات السلكية واللاسلكية، في استخدام حاسوب لأداء أي فعل للوصول غير المصرح به إلى أي برنامج أو بيانات محفوظة في حاسوب فإن ذلك يُعتبر جريمة ويتعرض عند إدانته بها لغرامة قدرها 2000 دولار هونغ كونغي».

### الإباحية
يُعتبر نشر مقال فاحش جريمة في إطار قانون مكافحة المواد الإباحية والفاحشة (الفصل 390). يشمل القانون نشر المقال الفاحش أو تداوله أو بيعه أو اقتباسه أو توزيعه. يندرج النشر عن طريق البريد الإلكتروني ضمن تعريف النشر، وكذلك وضع مادة فاحشة على موقع عبر الإنترنت. لا يتطلب النشر أي عنصر من عناصر المكاسب المالية. يشمل التعريف «الأمور التي تتكون من المواد الفاحشة أو تحتوي مادة يمكن قراءتها أو النظر إليها، وأي تسجيل صوتي، وأي فيلم أو شريط فيديو أو قرص أو أي سجل آخر لصورة أو فيديو». يُعتبر المقال فاحشًا إذا كان «غير ملائم لنشره لأي شخص». يشمل الفحش «العنف والفساد والقباحة». تصل عقوبة هذه الجريمة بالسجن لمدة تصل إلى ثلاث سنوات وغرامة تصل إلى 1,000,000 دولار هونغ كونغي.
يُجرّم امتلاك المواد الإباحية التي تحتوي أطفالًا لم يتجاوز عمرهم 18 عامًا أو إنتاجها أو نسخها أو استيرادها أو تصديرها أو نشر أي إعلان ينقل أو يُحتمل أن يُفسّر على أنه ينقل رسالة مفادها أن الشخص نشر أو يعتزم نشر أي مواد إباحية عن الأطفال. عقوبة إنشاء مواد إباحية عن الأطفال أو نشرها أو الإعلان عنها هي السجن ثماني سنوات، بينما يُعاقب من يمتلكها بالسجن خمس سنوات.

### الملكية الفكرية
يضع قانون حقوق الملكية الفكرية (الفصل 528) الإطار القانوني لحماية حقوق الملكية الفكرية في هونغ كونغ. في أبريل 2011، قدمت الحكومة مشروع قانون حقوق الملكية الفكرية (التنقيحات) لعام 2011 والذي من شأن إقراره (1) منح أصحاب حقوق الملكية الفكرية حقًا حصريًا جديدًا محايدًا من الناحية التكنولوجية في نشر أعمالهم من خلال أي وسيلة من وسائل النشر الإلكتروني، مع فرض عقوبات جنائية على أولئك الذين يبلغون عن أعمال حقوق التأليف والنشر غير المصرح بها؛ (2) توفير ملاذ آمن لمقدمي الخدمات على الإنترنت؛ (3) وعوامل إضافية يتعين على المحاكم النظر فيها عند منح تعويضات إضافية عن انتهاك حقوق الملكية الفكرية.
يوجد العديد من الشكاوى حول التعديلات المقترحة التي تحظر الاستخدام غير المصرح به لمواد حقوق الملكية الفكرية في أي وسيلة دون إذن باعتبارها تهدد حرية التعبير. قد يؤثر مشروع القانون سلبًا على أعمال السخرية أو المحاكاة الساخرة على الإنترنت. ردت الحكومة على ذلك بتوضيح أن التعديلات تعزز حقوق الملكية الفكرية. وصف بعض النشطاء والمؤيدين الديمقراطيين مشروع القانون بأنه «مادة الإنترنت 23» (في إشارة إلى المادة 23 من القانون الأساسي لهونغ كونغ، والذي ينطوي على تدابير مثيرة للجدل لمكافحة التخريب اقترحتها الحكومة في عام 2002 وأدت إلى أكبر مظاهرات في شوارع هونغ كونغ، وأُلغيت المادة المقترحة في سبتمبر 2003).